# Grégoire Kleng
Grégoire ou Gregorius Kleng, est un facteur d'orgues allemand du XV-XVIe siècle.

## Biographie
Il est connu pour être un des plus anciens facteurs d'orgues dont le nom nous soit parvenu. En 1495, il rénove l'orgue de la Cathédrale de Halberstadt, construit en 1359-1361 par Nikolaus Faber,.
Jules Verne le mentionne dans sa nouvelle musicale M. Ré-Dièze et Mlle Mi-Bémol.